# Sally Woolsey
Sally Woolsey – amerykańska brydżystka, World Master (WBF).
Jej mężem jest Kit Woolsey z którym tworzą parę mikstową.

## Wyniki brydżowe

### Zawody światowe
W światowych zawodach zdobyła następujące lokaty:
| Mistrzostwa Świata. Konkurencja teamów | Mistrzostwa Świata. Konkurencja teamów | Mistrzostwa Świata. Konkurencja teamów | Mistrzostwa Świata. Konkurencja teamów | Mistrzostwa Świata. Konkurencja teamów | Mistrzostwa Świata. Konkurencja teamów |
| Rok                                    | Miejsce                                | Zawody                                 | Kategoria                              | Drużyna                                | Pozycja                                |
| -------------------------------------- | -------------------------------------- | -------------------------------------- | -------------------------------------- | -------------------------------------- | -------------------------------------- |
| 2010                                   | Filadelfia                             | 13. Seria Mistrzostw Świata            | Kobiety                                | Woolsey                                | 17                                     |
| 2006                                   | Werona                                 | 12. Mistrzostwa Świata                 | Kobiety                                | Martel                                 | 21                                     |
| 2002                                   | Montreal                               | 11. Mistrzostwa Świata                 | Kobiety                                | Lewis                                  | 25                                     |
| 2001                                   | Paryż                                  | 35. Mistrzostwa Świata Teamów          | Trans                                  | Woolsey                                | 41                                     |
| 2000                                   | Maastricht                             | 11. Olimpiada Brydżowa                 | Miksty                                 | Wolff                                  | 43                                     |
| 1994                                   | Albuquerque                            | 9. Mistrzostwa Świata                  | Kobiety                                | Woolsey                                | 2                                      |

| Mistrzostwa Świata. Konkurencja par | Mistrzostwa Świata. Konkurencja par | Mistrzostwa Świata. Konkurencja par | Mistrzostwa Świata. Konkurencja par | Mistrzostwa Świata. Konkurencja par | Mistrzostwa Świata. Konkurencja par |
| Rok                                 | Miejsce                             | Zawody                              | Kategoria                           | Partner                             | Pozycja                             |
| ----------------------------------- | ----------------------------------- | ----------------------------------- | ----------------------------------- | ----------------------------------- | ----------------------------------- |
| 2010                                | Filadelfia                          | 13. Mistrzostwa Świata              | Miksty                              | Kit Woolsey                         | 241                                 |
| 2006                                | Werona                              | 12. Mistrzostwa Świata              | Miksty                              | Kit Woolsey                         | 338                                 |
| 2006                                | Werona                              | 12. Mistrzostwa Świata              | Open                                | Jan Martel                          | 258                                 |
| 2002                                | Montreal                            | 11. Mistrzostwa Świata              | Open                                | Jan Martel                          | 210                                 |
| 2002                                | Montreal                            | 11. Mistrzostwa Świata              | Miksty                              | Kit Woolsey                         | 35                                  |
| 1998                                | Lille                               | 10. Mistrzostwa Świata              | Miksty                              | Kit Woolsey                         | 84                                  |
| 1994                                | Albuquerque                         | 9. Mistrzostwa Świata               | Open                                | Karen Singer                        | 49                                  |

## Klasyfikacja
- Sally Woolsey – klasyfikacja WBF (ang.)